# Lizzie McGuire, le film
Pour les articles homonymes, voir Lizzie McGuire (homonymie).
Pour plus de détails, voir Fiche technique et Distribution.
Lizzie McGuire, le film (The Lizzie McGuire Movie) est un film américain réalisé par Jim Fall et sorti en 2003.
Le film est une adaptation cinématographique de la série télévisée Lizzie McGuire, diffusée sur Disney Channel, faisant de lui la première adaptation d'un programme en prise de vue réelle de la chaîne au cinéma. Il se déroule après les événements de la seconde saison de la série et lui sert de conclusion, malgré le fait qu'il soit sorti bien avant la fin de cette dernière.
Lors de sa sortie, il divise les critiques mais rencontre un véritable succès au box-office américain, se classant à la seconde place lors de ses premières semaines d'exploitations.

## Synopsis
C'est la fin des années collège pour Lizzie McGuire qui reçoit enfin son diplôme. Pour fêter le départ de cette promotion, le collège organise un voyage à Rome en Italie pour les élèves.
Bien que sa meilleure amie Miranda soit absente, Lizzie est heureuse de partir avec son meilleur ami Gordo. Sur place, elle fait la rencontre de Paolo, un chanteur italien qui la confond avec une pop-star italienne qui ressemble comme deux gouttes d'eau à Lizzie.
Les vacances de Lizzie vont prendre une tournure très surprenante elle qui est habituée aux simples histoires d'adolescente de son âge. Elle va même réaliser que le prince charmant n'est peut-être pas celui auquel elle s'attendait. En effet, Paolo se montre égocentrique et calculateur. À l'inverse, de Gordo, qui se révèle attentionné et romantique...

## Fiche technique
Sauf indication contraire, les informations mentionnées dans cette section peuvent être confirmées par la base de données cinématographiques IMDb,  présente dans la section « Liens externes ».
- Titre original : The Lizzie McGuire Movie
- Titre français : Lizzie McGuire, le film
- Titre de travail : Ciao Lizzie!
- Réalisation : Jim Fall
- Scénario : Susan Estelle Jansen, Ed Decter et John J. Strauss, d'après la série télévisée Lizzie McGuire
- Direction artistique : Patrick Banister
- Décors : Douglas Higgins
- Costumes : Monique Prudhomme et David C. Robinson
- Photographie : Jerzy Zieliński
- Montage : Margie Goodspeed
- Musique : Cliff Eidelman
- Casting : Robin Lippin
- Production : Stan Rogow
- Producteurs délégués : Terri Minsky et David Roessell
- Sociétés de production : Walt Disney Pictures et Stan Rogow Productions
- Société de distribution : Buena Vista Distribution
- Budget : 17 millions de dollars[2]
- Pays de production :  États-Unis
- Langues originales : anglais
- Format : Couleur - 2.39:1 - son DTS HD Master Audio 5.1 / Dolby Digital 5.1
- Genre : Comédie romantique
- Durée : 94 minutes
- Dates de sortie : 
  - États-Unis / Canada : 12 mai 2003
  - France  : 17 septembre 2004 (directement en vidéo)

## Distribution
- Hilary Duff (VF : Julie Turin) :  Elizabeth « Lizzie » McGuire / Isabella Parigi
- Adam Lamberg (VF : Yann Le Madic) : David Zephyr « Gordo » Gordon
- Yani Gellman (VF : Maël Davan-Soulas) : Paolo Valisari
- Ashlie Brillault (VF : Marie Millet) : Katherine « Kate » Sanders
- Clayton Snyder (en) (VF : Benoît Du Pac) : Ethan Craft
- Jake Thomas (VF : Brigitte Lecordier) : Matthew « Matt » McGuire
- Robert Carradine (VF : Olivier Destrez) : Samuel « Sam » McGuire
- Hallie Todd (en) (VF : Dominique Vallée) : Joanne « Jo » McGuire
- Alex Borstein (VF : Brigitte Virtudes) : Mme Ungermeyer
- Brendan Kelly : Sergei
- Carly Schroeder (VF : Camille Donda) : Melina Bianco
- Daniel Escobar (en) (VF : Éric Legrand) : M. Escobar
- Jody Raicot (VF : Marc Perez) : Giorgio
- Terra MacLeod : Franca DiMontecatini

## Production
Le tournage du film s'est déroulé en 2002 à Rome en Italie.
Le personnage de Miranda, interprété par Lalaine dans la série, était à l'origine présent dans le scénario du film. Mais l'actrice était occupée par le tournage du téléfilm Face ou Pile, son personnage fût retiré avant le début de la production.

## Bande originale
Singles
1. Why Not
Sortie : 23 juin 2003

Liste des titres
1. Why Not - Hilary Duff
2. The Tide Is High - Atomic Kitten
3. All Around the World - Cooler Kids
4. What Dreams Are Made Of (Ballad Version) - Yani Gellman et Hilary Duff
5. Shining Star - Jump5
6. Volare - Vitamin C
7. Open Your Eyes (To Love) - LMNT
8. You Make Me Feel Like a Star (Lizzie Mix) - The Beu Sisters
9. Volare - Vitamin C
10. Supermodel - Taylor Dayne
11. What Dreams Are Made Of - Hilary Duff
12. On an Evening in Roma - Dean Martin
13. Girl in the Band - Haylie Duff
14. Orchestral Suite from The Lizzie McGuire Movie - Cliff Eidelman
15. Why Not (McMix) - Hilary Duff

## Accueil

### Critiques
Aux États-Unis, le film divise les critiques. Sur le site agrégateur de critiques Rotten Tomatoes, il obtient un score de 41 % de critiques positives, avec une note moyenne de 5,38/10 sur la base de 98 critiques collectées.
Le consensus établi par le site résume que le film est une peluche inoffensive qui devrait satisfaire uniquement les fans de la série télévisée.
Sur Metacritic, il obtient un score de 56/100 sur la base de 28 critiques collectées.

### Box-office
| Pays ou région | Box-office   | Date d'arrêt du box-office | Nombre de semaines |
| -------------- | ------------ | -------------------------- | ------------------ |
| États-Unis     | 42 734 455 $ | 14 août 2003               | 15                 |
| Mondial        | 55 534 455 $ | -                          | -                  |

## Distinctions
Sauf indication contraire, les informations mentionnées dans cette section peuvent être confirmées par la base de données cinématographiques IMDb,  présente dans la section « Liens externes ».

### Récompenses
- Teen Choice Awards 2004 : Révélation féminine au cinéma pour Hilary Duff

### Nominations
- Teen Choice Awards 2004 : Actrice préférée dans une comédie pour Hilary Duff
- Leo Awards 2004 : Meilleurs effets visuels dans un long-métrage